# Dimeria acinaciformis
Dimeria acinaciformis är en gräsart som beskrevs av Robert Brown. Dimeria acinaciformis ingår i släktet Dimeria och familjen gräs. Inga underarter finns listade i Catalogue of Life.